# 黑腳黑守瓜
黑腳黑守瓜（学名：Aulacophora nigripennis）为金花蟲科守瓜屬下的一个种。寄主有瓜萎、苦瓜、丝瓜、黄瓜、南瓜、冬瓜、罗汉果等。成虫取食叶、茎、花及瓜条，幼虫食害瓜苗根部，严重时能造成全株死亡。 